# Saisy
Saisy é uma comuna francesa na região administrativa de Borgonha-Franco-Condado, no departamento Saône-et-Loire. Estende-se por uma área de 16,94 km². Em 2010 a comuna tinha 345 habitantes (densidade: 20,4 hab./km²).